# Градац (Љубиње)
Градац је насељено мјесто у општини Љубиње, Република Српска, БиХ. Према попису становништва из 1991. у насељу је живјело 65 становника.

## Географија
Градац је смјештен на сјевероисточном ободу Љубињског поља и јужним падинама Ђурђеве главе, на надморској висини око 500 m.

## Црква Светог пророка Илије
Према народном предању, црква у Градцу је саграђена у вријеме Немањића у 13. вијеку. То је најстарија црква у овоме крају коју зову Матица црква и до данас је добро очувана. Дужина цркве је 5 m, ширина 4 m и висина 3,50 m. Црква је једнобродна озидана клесаним каменом и прекривене каменим почама са звоником на преслицу и једним звоном. Обнављана је више пута, а 1910. насута је за једну степеницу и ударен је под тако да је измијењен њен првобитни изглед. Довратници на улазним вратима су из једног дијела. Изнад врата постоје три камена натписа, као и један са лијеве стране израђен крст испод којег се налази натпис у коме се помиње Градац и црква. Из једног натписа на врху може се прочитати име књаз Лазар. Изнад врата на плочи пише: „Ови звоник на храму Пророка Илије подиже се 25.3.1890. год“. У цркви нема фресака.

## Становништво
| Националност       | 1991. | 1981. | 1971. | 1961. |
| Срби               | 65    | 72    | 85    | 105   |
| Црногорци          |       |       |       | 15    |
| Словенци           |       |       | 1     |       |
| остали и непознато |       |       |       |       |
| Укупно             | 65    | 72    | 86    | 120   |

| Демографија | Демографија | Демографија |
| Година      | Становника  | Становника  |
| ----------- | ----------- | ----------- |
| 1948.       | 134         |             |
| 1953.       | 118         |             |
| 1961.       | 120         |             |
| 1971.       | 86          |             |
| 1981.       | 72          |             |
| 1991.       | 65          |             |